# نبرد تنگه سوندا

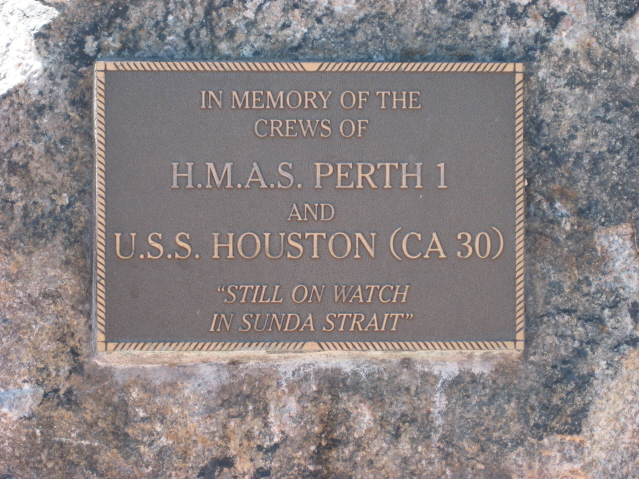
یاد باد نبرد تنگه سوندا

نبرد تنگه سوندا (انگلیسی: Battle of Sunda Strait) یکی از نبردهای جنگ اقیانوس آرام بود.